# 28. Internationale Sechstagefahrt
Die 28. Internationale Sechstagefahrt war ein Motorrad-Geländesportwettbewerb, der vom 15. bis 20. September 1953 im tschechoslowakischen Gottwaldov sowie der näheren Umgebung stattfand. Die Nationalmannschaft Großbritanniens gewann zum sechzehnten Mal die World Trophy. Die Nationalmannschaft der Tschechoslowakei konnte zum insgesamt vierten sowie zweiten Mal in Folge die Silbervase gewinnen.

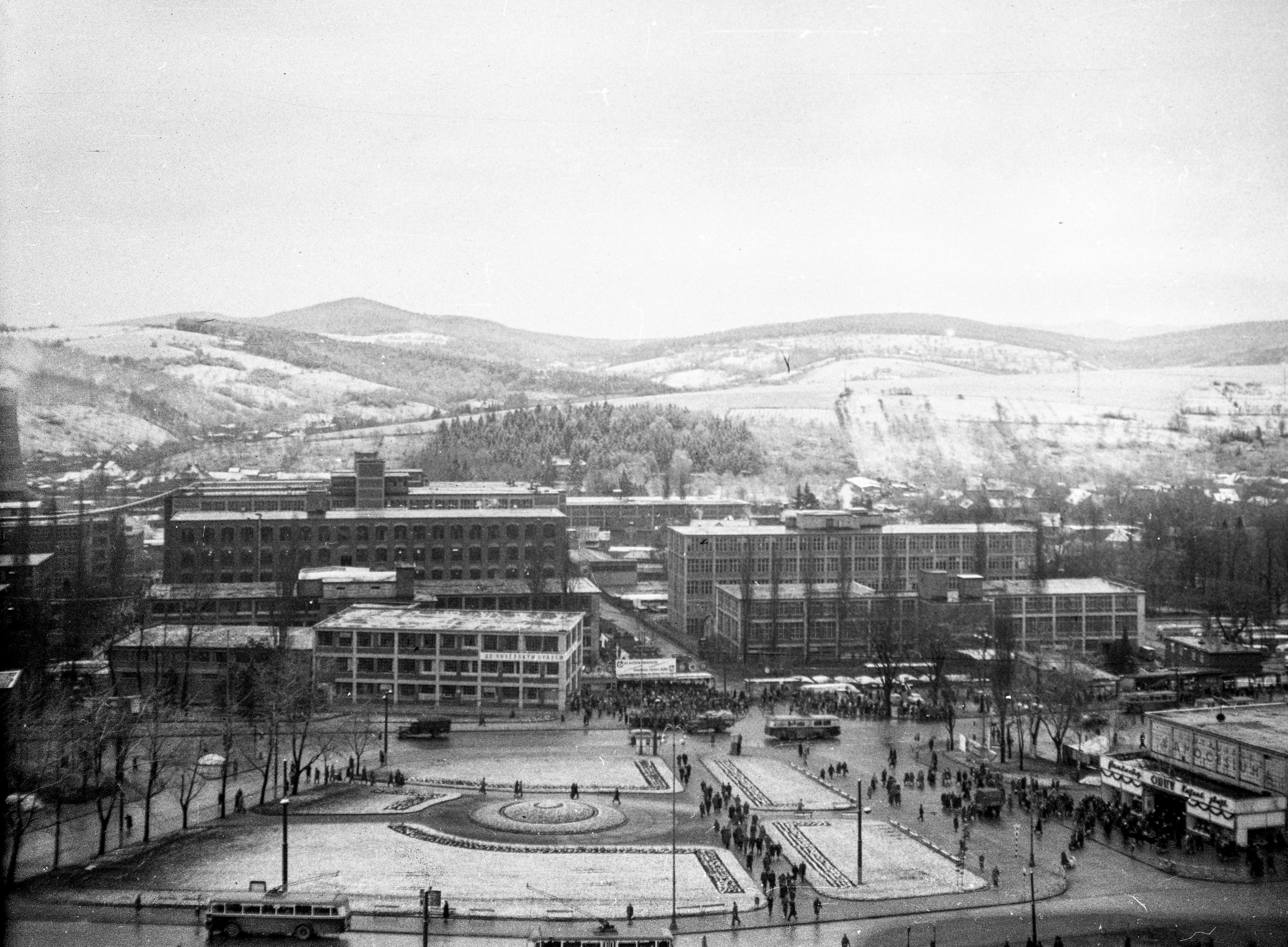
Gottwaldov, Start- und Zielort der einzelnen Etappen
(Aufnahme von 1960)

## Wettkampf

### Organisation
Die Veranstaltung fand zum zweiten Mal in Gottwaldov statt, nachdem bereits die 22. Internationale Sechstagefahrt (1947) hier ausgetragen wurde.
Für den Wettkampf waren 246 Fahrer von 18 Motorsportverbänden der FIM gemeldet. Um die World Trophy fuhren Mannschaften aus fünf Nationen. Zudem waren 17 Silbervasen-, 16 Fabrik- und 32 Club-Mannschaften am Start.
Die BRD nahm an der World Trophy und mit einer Silbervasenmannschaft teil. Die Schweiz nahm mit einer Silbervasen- und zwei Clubmannschaften teil, Österreich war mit einer Clubmannschaft am Start.

### 1. Tag
Von den 246 gemeldeten Fahrern nahmen 238 den Wettkampf auf.
In der ersten Tagesetappe waren insgesamt 374 km zu fahren. Die Strecke führte nach dem Start in Gottwaldov in den Südwesten über Kunovice, Hluk, Senica, Sološnica, Bratislava, Jablonica, Myjava und Bánov zurück zum Ausgangspunkt.
Nach dem ersten Fahrtag lagen in der World Trophy die Mannschaften der Tschechoslowakei, der BRD, Schwedens und Englands strafpunktfrei gleichauf. Die Mannschaft Ungarns hatte bereits einen Fahrerausfall zu verkraften und lag auf dem 5. und damit letzten Platz.
In der Silbervasenwertung waren die Mannschaften der Tschechoslowakei (A und B), der Niederlande (A und B), der BRD, Polens (A und B), Schwedens (A und B) und Großbritanniens (A und B) noch ohne Strafpunkte und lagen gleichauf. Die Schweizer Mannschaft lag mit 9 Strafpunkten auf dem 14. Platz.
In der Clubwertung waren die deutschen Teilnehmer ADAC Maico, ADAC Südbayern, Motorsport Offenbach am Main sowie der österreichische ÖAMTC Jawa-Club strafpunktfrei und lagen mit 17 weiteren Clubmannschaften gleichauf. Im bundesdeutschen ADAC Hansa sowie den beiden Mannschaften der DDR schied jeweils ein Fahrer aus, was für alle den 26. Platz (gleichauf mit einer weiteren Clubmannschaft bedeutete). Der Schweizer Club FMS II lag mit 101 Strafpunkten auf dem 30. Platz, der von zwei Fahrerausfällen getroffene FMS I lag auf dem 32. und damit letzten Platz.
14 Fahrer schieden aus dem Wettkampf aus.

### 2. Tag
Am zweiten Tag waren 390 Kilometer und davon 100 Kilometer bei Nacht zu absolvieren, die Etappe führte in den Südosten. Ausgehend von Gottwaldov führte die Strecke über Slavičín, Púchov, Nitrianske Pravno, Bashtín, Piešťany, Hrozenkov und Uherský Brod zurück zum Ausgangspunkt.
In der World Trophy lagen die Mannschaften der BRD und Großbritanniens strafpunktfrei gleichauf, den 3. Platz belegte die Tschechoslowakei.
In der Silbervasenwertung waren die Mannschaften der Tschechoslowakei (A und B), der Niederlande (A und B), der BRD, Polens (A und B), Schwedens (A und B) und Großbritanniens (A und B) noch ohne Strafpunkte und lagen gleichauf. In der Schweizer Mannschaft schied mit Ernst Sager der erste Fahrer aus, das Team lag auf dem 16. Platz (gemeinsam mit der B-Mannschaft Ungarns).
In der Clubwertung waren die deutschen Teilnehmer ADAC Maico, ADAC Südbayern, Motorsport Offenbach am Main sowie der österreichische ÖAMTC Jawa-Club strafpunktfrei und lagen mit 16 weiteren Clubmannschaften gleichauf. Der bundesdeutsche ADAC Hansa sowie das Team I der DDR lagen punktgleich auf dem 26. Platz (gleichauf mit einer weiteren Clubmannschaft bedeutete). Der Schweizer Club FMS II belegte den 29. Platz, das Team II der DDR den 31. und der FMS I lag weiter auf dem letzten Platz.
Acht Fahrer schieden aus dem Wettbewerb aus.

### 3. Tag
Am dritten Tag waren 479 Kilometer zu fahren, was gleichzeitig die längste Tagesetappe war. Die Strecke führte nach dem Start in Gottwaldov über Hluk, Myjava, Trenčianska Turná, Uhrovec, Nitrianske Pravno, Žilina, Bumbálka, Frenštát pod Radhoštěm und Vsetín zurück nach Gottwaldov.
In der World Trophy führte das strafpunktfreie Team Großbritanniens vor der Tschechoslowakei und der BRD. In letzterer war Walter Zeller ausgeschieden.
In der Silbervasenwertung waren die Mannschaften der Tschechoslowakei (A und B), der Niederlande (B), der BRD, Polens (A), Schwedens (B) und Großbritanniens (A und B) noch ohne Strafpunkte und lagen gleichauf. In der Schweizer Mannschaft schied mit Karl Meier der zweite Fahrer aus, das Team lag damit auf dem 17. und damit letzten Platz.
In der Clubwertung waren die deutschen Teilnehmer ADAC Maico, ADAC Südbayern, Motorsport Offenbach am Main sowie der österreichische ÖAMTC Jawa-Club strafpunktfrei und lagen mit 15 weiteren Clubmannschaften gleichauf. Der bundesdeutsche ADAC Hansa sowie das Team I der DDR lagen weiter punktgleich auf dem 26. Platz. Der Schweizer Club FMS II belegte den 29. Platz, das Team II der DDR den 31. und der FMS I lag weiter auf dem letzten Platz.
Elf Fahrer schieden aus dem Wettbewerb aus.

### 4. Tag
Die vierte Etappe führte von Gottwaldov in den Norden über Bystřice pod Hostýnem, Svatý Kopeček, Rýmařov, Červenohorske sedlo, Šumperk, Mohelnice und Brodek u Prostějova zurück zum Ausgangspunkt. Die Streckenlänge betrug 449 Kilometer.
Am Ende des vierten Fahrtags führte in der World Trophy unverändert das strafpunktfreie Team Großbritanniens vor der Tschechoslowakei und der BRD.
In der Silbervasenwertung waren die Mannschaften der Tschechoslowakei (A und B), der Niederlande (B), der BRD, Polens (A), Schwedens (B) und Großbritanniens (A) noch ohne Strafpunkte und lagen gleichauf. Die Schweizer Mannschaft weiter auf dem letzten Platz.
In der Clubwertung waren die deutschen Teilnehmer ADAC Maico, ADAC Südbayern und Motorsport Offenbach am Main strafpunktfrei und lagen mit 12 weiteren Clubmannschaften gleichauf. Der österreichische ÖAMTC Jawa-Club belegte den 16. Platz (gleichauf mit einer weiteren Mannschaft). Der bundesdeutsche ADAC Hansa sowie das Team I der DDR lagen weiter punktgleich auf dem 26. Platz. Der Schweizer Club FMS II belegte den 30. Platz, das Team II der DDR den 31. und der FMS I lag weiter auf dem letzten Platz.
Neun Fahrer schieden aus dem Wettbewerb aus.

### 5. Tag
Am fünften Fahrtag waren 407 Kilometer zu absolvieren. Die Strecke führte nach dem Start über Kunovice, Slavkov u Brna, Brünn, Křižanov, Bystřice nad Pernštejnem, Černá Hora, Račice und Kunovice zurück nach Gottwaldov.
Die Zwischenstände nach dem fünften Fahrtag: In der World Trophy führte weiter das strafpunktfreie Team Großbritanniens vor der Tschechoslowakei und der BRD.
In der Silbervasenwertung waren die Mannschaften der Tschechoslowakei (A und B), der Niederlande (B), Polens (B) und Großbritanniens (A) noch ohne Strafpunkte und lagen gleichauf. In der Mannschaft der BRD schied Walter Aukthun aus, das Team lag auf dem 9. Platz. Die Schweizer Mannschaft belegte nach wie vor den letzten Platz.
In der Clubwertung waren die deutschen Teilnehmer ADAC Maico, ADAC Südbayern und Motorsport Offenbach am Main strafpunktfrei und lagen mit sechs weiteren Clubmannschaften gleichauf. Der österreichische ÖAMTC Jawa-Club belegte den 12. Platz (gleichauf mit einer weiteren Mannschaft). Der bundesdeutsche ADAC Hansa belegte den 27. Platz, das Team I der DDR folgte auf dem 28. Platz. Der Schweizer Club FMS II belegte den 30. Platz, das Team II der DDR und der FMS I belegten gleichauf den 31. Platz.
16 Fahrer schieden aus dem Wettbewerb aus.

### 6. Tag
Am letzten Tag war eine Etappe über 247 Kilometer zu fahren. Nach dem Start in Gottwaldov ging es über Uherský Brod, Bzenec, Kroměříž und Bystřice pod Hostýnem zurück zum Startort, wo das Abschlussrennen (Geschwindigkeitstest) stattfand.
Vier Fahrer schieden aus dem Wettbewerb aus. Von 238 am ersten Tag gestarteten Fahrern erreichten 176 das Ziel.

## Endergebnisse

### World Trophy
| Platz | Team                   | Strafpunkte |
| ----- | ---------------------- | ----------- |
| 1.    | Vereinigtes Königreich | 0           |
| 2.    | Tschechoslowakei       | 1           |
| 3.    | BR Deutschland         | 460         |
| 4.    | Schweden               | 756         |
| 4.    | Ungarn                 | 1643        |

### Silbervase
| Platz | Team                                  | Strafpunkte | Gut-Punkte |
| ----- | ------------------------------------- | ----------- | ---------- |
| 1.    | Tschechoslowakei (B-Mannschaft)       | 0           | 1658,7     |
| 2.    | Polen (B-Mannschaft)                  | 0           | 1372,1     |
| 3.    | Vereinigtes Königreich (A-Mannschaft) | 0           | 771,3      |
| 4.    | Niederlande (B-Mannschaft)            | 3           | -          |
| 5.    | Schweden (A-Mannschaft)               | 10          | -          |
| 6.    | Vereinigtes Königreich (B-Mannschaft) | 17          | -          |
| 7.    | Schweden (B-Mannschaft)               | 21          | -          |
| 8.    | Bulgarien                             | 41          | -          |
| 9.    | Rumänien (A-Mannschaft)               | 54          | -          |
| 10.   | Tschechoslowakei (A-Mannschaft)       | 160         | -          |
| 11.   | Niederlande (A-Mannschaft)            | 241         | -          |
| 12.   | BR Deutschland                        | 260         | -          |
| 13.   | Ungarn (A-Mannschaft)                 | 490         | -          |
| 14.   | Polen (A-Mannschaft)                  | 758         | -          |
| 15.   | Rumänien (B-Mannschaft)               | 778         | -          |
| 16.   | Ungarn (B-Mannschaft)                 | 923         | -          |
| 17.   | Schweiz                               | 1029        | -          |

### Clubmannschaften
| Platz | Team                         | Strafpunkte | Gut-Punkte |
| ----- | ---------------------------- | ----------- | ---------- |
| 1.    | UDA I                        | 0           | 1745,3     |
| 2.    | ADAC Maico, Frankfurt        | 0           | 1688,4     |
| 3.    | SMK Hedemora                 | 0           | 1617,5     |
| 4.    | ADAC Südbayern, München      | 0           | 1320,4     |
| 5.    | UDA II                       | 0           | 1065,2     |
| 6.    | SMAS                         | 0           | 624,0      |
| 7.    | Motorklub ONS Genoegen 1945  | 0           | 491,4      |
| 8.    | Motorklub de Ronde Venen     | 0           | 431,5      |
| 9.    | KAMK Česke Budějovice        | 1           | -          |
| 9.    | ÖAMTC, Jawa-Club             | 1           | -          |
| 11.   | Ungarn-Team IV               | 7           | -          |
| 12.   | KAMK Bratislava-Žilina       | 9           | -          |
| 12.   | Motorsport Offenbach am Main | 9           | -          |
| 14.   | UMAK II                      | 21          | -          |
| 15.   | Göta Motorsgesell.           | 46          | -          |
| 16.   | Motorklub Haarlemmermeer     | 60          | -          |
| 17.   | Ungarn-Team V                | 71          | -          |
| 18.   | Polski Związek Motorowy II   | 77          | -          |
| 19.   | Polski Związek Motorowy I    | 107         | -          |
| 20.   | KAMK Praha                   | 260         | -          |
| 20.   | Sunbeam MCC                  | 260         | -          |
| 22.   | Ústřední dum Rude hvězdy     | 261         | -          |
| 23.   | UMAK I                       | 311         | -          |
| 24.   | Motorklub Zuid-Holland       | 360         | -          |
| 25.   | Motorklub Aalsmeer           | 660         | -          |
| 26.   | ADAC Hansa, Hamburg          | 665         | -          |
| 27.   | Ungarn-Team II               | 735         | -          |
| 28.   | Team I                       | 931         | -          |
| 29.   | Ungarn-Team III              | 963         | -          |
| 30.   | FMS I                        | 1320        | -          |
| 31.   | FMS II                       | 1400        | -          |
| 32.   | Team II                      | 1480        | -          |